# Прапор Добровеличківського району
Пра́пор Добровели́чківського райо́ну затверджений 7 вересня 2001 р. рішенням сесії Добровеличківської районної ради.
Синє прямокутне полотнище зі співвідношенням сторін 2:3, у центрі древкової половини прапора зображення жовтої восьмипроменевої зірки, величина якої рівна 1/2 ширини полотнища, вільна половина прапора складається з семи рівновеликих горизонтальних смуг — чотири синіх і три білих.
Комп'ютерна графіка — В. М. Напиткін.